# Le Sourn
Le Sourn (bretonisch: Ar Sorn) ist eine französische Gemeinde mit 2128 Einwohnern (Stand 1. Januar 2022) im Département Morbihan in der Region Bretagne. Sie gehört zum Gemeindeverband Pontivy Communauté.

## Geographie
Le Sourn liegt im Norden des Départements Morbihan und gehört zum Pays de Pontivy.
Nachbargemeinden sind Pontivy im Nordosten und Osten, Saint-Thuriau im Osten und Südosten, Pluméliau-Bieuzy im Süden und Südwesten, Guern im Südwesten sowie Malguénac im Nordwesten.  
Der Ort liegt durch seine Nachbarschaft zur Stadt Pontivy nahe an Straßen für den überregionalen Verkehr. Die wichtigste Straßenverbindung ist die D700/D768 (ehemals Route nationale 168), die wenige Kilometer östlich der Gemeinde vorbeiführt.  
Die bedeutendsten Gewässer sind der Fluss Blavet und die Bäche Moulin du Petit Resto, Moulin de Kerdisson und Kerdanet. Diese bilden streckenweise auch die Gemeindegrenze.

## Geschichte
Die Gemeinde gehörte zur bretonischen Region Bro Gwened (frz. Vannetais) und innerhalb dieser Region zum Gebiet Bro Pondi (frz. Pays de Pontivy) und teilte dessen Geschichte. Sie entstand 1869 aus Teilen der Gemeinden Bieuzy, Guern und Malguénac.

## Bevölkerungsentwicklung
| Jahr      | 1962 | 1968 | 1975 | 1982 | 1990 | 1999 | 2006 | 2019 |
| Einwohner | 963  | 1008 | 1246 | 1589 | 1790 | 1843 | 1981 | 2104 |

## Sehenswürdigkeiten
- Kirche Saint-Julien aus den Jahren 1887/1889
- Kapelle Saint-Michel aus dem Jahr 1584 im gleichnamigen Ort
- Kapelle Saint-Jean aus dem Jahr 1893 im gleichnamigen Ort
- Schloss Kerdisson aus dem 17. und 18. Jahrhundert
- Brunnen  Sainte-Radegonde aus dem 17. Jahrhundert in Keroret
- Brunnen Saint-Eloi aus dem 17. Jahrhundert

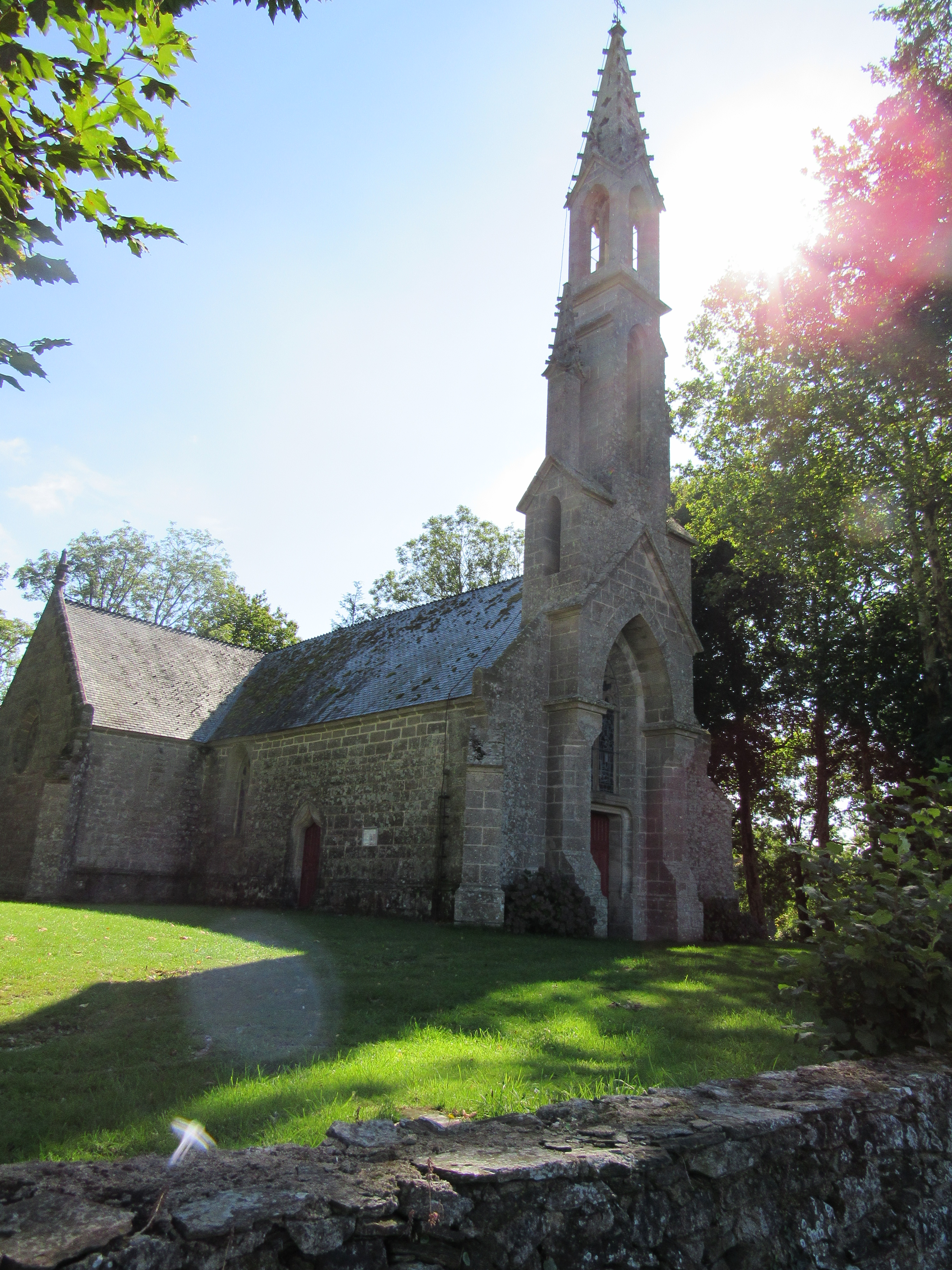
Kapelle Saint-Michel

- Mühle in Le Ponto
- Menhir von Keroret

Quelle: